# Apatóczky Ákos Bertalan
Apatóczky Ákos Bertalan (Budapest, 1974. július 12. –) magyar sinológus, mongolista, a Károli Gáspár Református Egyetem Keleti Nyelvek és Kultúrák Intézete Kínai Tanszékének tanszékvezető egyetemi docense, a Bécsi Egyetem vendégoktatója, 2020-2022 között a KRE Sinológiai Kutatócsoportjának vezetője, az Európai Akadémia (Academia Europaea) rendes tagja, az MTA Orientalisztikai Tudományos Bizottságának titkára, az MTA választott közgyűlési képviselője. (Kínai neve: pinjin hangsúlyjelekkel: Ā Bǎojī; magyar népszerű: A Pao-csi; hagyományos kínai: 阿保磯; egyszerűsített kínai: 阿保矶.)

## Pályafutása
1988 és 1992 között budapesti (újbudai) Széchenyi István Gimnáziumban  tanult. 1992-től az ELTE Bölcsészettudományi Kar mongol szakára járt, ahol 1998-ban kitüntetéses diplomával végzett. 1997 és 2002 között elvégezte az Eötvös Loránd Tudományegyetem Bölcsészettudományi Karának kínai szakát is jeles minősítéssel. 1998-tól 2006-ig a Magyar Tudományos Akadémia Altajisztikai kutatócsoportjának segédunkatársa volt, emellett az ELTE Belső-ázsiai tanszékének oktatójaként kínai nyelvet és nyelvészeti tárgyakat oktatott.
2006-ban az ELTE BTK Nyelvtudományi Doktori Iskolájában Yiyu. The Deciphering of a Sixteenth Century Sino-Mongol Glossary című disszertációját summa cum laude minősítéssel védte meg.
2013 óta a Károli Gáspár Református Egyetem Keleti Nyelvek és Kultúrák Intézetének oktatója, a Keleti Nyelvek és Kultúrák Intézetében 2020-ban létrehozott Kínai Tanszék tanszékvezetője, egyetemi docens. A 2020–2022 között működő KRE Sinológiai kutatócsoportjának vezetője, 2017 és 2020 között pedig a Szegedi Tudományegyetem Altajisztikai Tanszékének oktatója volt. 2021 óta a Bécsi Egyetem vendégoktatójaként klasszikus mongol szövegolvasást oktat.
2013-ban a University of Hawaii at Mānoa (Honolulu) vendégkutatója és előadója. 2017-ben védte meg habilitációs disszertációját, melyet az ELTE BTK Kari Habilitációs Bizottsága 100%-os szavazataránnyal fogadott el. Szintén 2017-ben a Permanent International Altaistic Conference (PIAC) 60. ülészakának elnöki posztját töltötte be a konferenciasorozat valaha volt legfiatalabb elnökeként, 2022-ben pedig a PIAC 64. konferenciáján  elnökölt. A Kínai Köztársaság 2019. évi Taiwan Fellowship vendégkutatója a tajvani Academia Sinica meghívottjaként.
Az Európai Akadémia (Academia Europaea) 2019-ben rendes tagjának választotta. 2021 óta tagja az MTA Orientalisztikai Tudományos Bizottságának, amelynek titkárává is megválasztották.
Legjelentősebb eredményei közé az általa rekonstruált és közzétett kínai írásos középmongol nyelvemlékek tartoznak. Bebizonyította, hogy a Lulongsai lüe (盧龍塞略) című 17. sz.-i kínai katonai műben szereplő kínai–mongol kétnyelvű szójegyzék, melyet korábban a leggazdagabb önálló lexikai forrásműnek tekintettek a hasonló kétnyelvű munkák között, szinte teljes anyagát más korábbi szójegyzékekből merítette. Ezek forrásait 2016-ban kiadott könyvében minden egyes szócikkhez külön-külön feltárta.

## Jelentősebb publikációi

### Könyvek
- Ideas behind symbols – languages behind scripts. SUA vol. 52. Szegedi Tudományegyetem, 2019 (szerk.)
- Philology of the Grasslands. Brill, Leiden, Boston 2018. (szerk. Christopher Atwooddal közösen)
- The Translation Chapter of the Late Ming Lulongsai Lüe. Bilingual Sections of a Chinese Military Collection. Brill, Leiden, Boston 2016.
- Yiyu. An indexed critical edition of a 16th century Sino-Mongolian glossary. Global Oriental Publishers-Brill, Egyesült Királyság, 2009. Archiválva 2015. október 3-i dátummal a Wayback Machine-ben
- Kínai nyelv. Kínai nyelvkönyv, oktatói példány (LITE nyelviskola-hálózat, kézirat), Budapest, 2011

### Könyvfejezetek, cikkek
- Kleine Kitan-Schrift; Große Kitan-Schrift. In: Wörterbücher zur Sprach- und Kommunikationswissenschaft (WSK) Online : Dictionaries of Linguistics and Communication Science (WSK) Online. De Gruyter. Berlin, 2023 (ford.: Brosig, Benjamin)
- Handle with Care! The Limits of Use of Manuscripts Demonstrated on the Hua-Yi yiyu Texts of the National Central Library. In: Khabtagaeva, Bayarma (szerk.) Historical Linguistics and Philology of Central Asia: Essays in Turkic and Mongolic Studies. Brill. Leiden, Boston; 251-260 (2022)
- Ethnonyms along the Silk Road as Recorded in the Sino-Mongol Bilingual Sources. In: Reckel, Johannes; Schatz, Merle (szerk.) Ancient Texts and Languages of Ethnic Groups along the Silk Road. Göttingen University Press. Göttingen. 45-63 (2021)
- Early Mandarin profanity and its Middle Mongolian reflection in the vocabulary of the Wu Bei Zhi (武備志). In: Rocznik Orientalistyczny. 71: (2) pp.  9–38 (2019)
- Recent developments on the decipherment of the Khitan Small Script. In: Acta Orientalia Academiae Scientiarum Hungaricae. 70: (2) pp. 109–133 (2017) (Kempf Bélával közösen)
- Dialectal Traces in Beilu yiyu: The early Mongols: language, culture and history; Studies in honor of Igor de Rachewiltz on the occasion of his 80. birthday. Indiana University Uralic and Altaic series/173, pp. 9–20, 2009
- És a maradék... : Bolor-un gerel – Kristályfény: The Crystal-Splendour of Wisdom. Essays Presented in Honour of Professor Kara György’s 70th Birthday. Research Group for Altaic Studies, Department of Inner Asian Studies, 2007. pp. 25–34. Budapest, 2007
- 关于蒙古语主语标记的问题 [„A mongol nyelv alanymutatóinak kérdéséről”]. In: Wu Xinying 吴新英 és Chen Ganglong 陈岗龙 (szerk.): 面向新世纪的蒙古学回顾与展望 – The Mongolian studies in the new century: review and prospect. Minzu kiadó, Peking, 2005. pp. 322–343.
- Yiyu (Beilu yiyu 北虜譯語): A Middle Mongolian glossary of the Dengtan Bijiu (登墰必究). In: Mongolica. Vol. 14 (35). pp. 368–374. Ulánbátor, 2004

### Ismeretterjesztő írások
- Schönbrunn kínai szobái – csk.blog.hu, 2012/12.
- Zsoldos Imre 1931-2009 – csk.blog.hu, 2009
- Mit mondott Mao? (történelmi esszé) – csk.blog.hu, 2009
- A fehér ló nem tea – csk.blog.hu, 2009.
- Randalírozás Mongóliában – Az ital rossz tanácsadó. Magyar Narancs, 2008/28.
- Lin Piao zuhanása. Népszabadság, 2001. október 2. (tanulmány)
- Merre megy Tajvan? 168 óra, 2000. május 25. (publicisztika)

### Film és multimédia
- 2015 Docuart, a tajvani Yellow box (黃屋手記) c. film magyar fordítása
- 2005 Mafilm Audio Ltd., a tajvani A One and a Two (– –) c. film magyar fordítása
- 2003 Warner Bros., a kínai So close (夕阳天使) c. film magyar fordítása
- 2003 Warner Bros., a kínai The hero (英雄) c. film fordításának lektorálása és szakmai ellenőrzése

## Tagságai
- Európai Akadémia (Academia Europaea) (rendes tag)
- International Journal of Eurasian Linguistics (BRILL) (szerkesztőbizottsági tag)
- Languages of Asia (BRILL) (szerkesztőbizottsági tag)
- European Association for Chinese Studies (tag)
- American Association for Chinese Studies (tag)
- A Permanent International Altaistic Conference elnöke (2022)
- A Permanent International Altaistic Conference elnöke (2017)
- International Association of Chinese Linguistics (tag)
- Societas Uralo-Altaica (tag)
- Magyar Nyelvtudományi Társaság (tag)
- MTA köztestület (tag)
- Kőrösi Csoma Társaság (tag)
- Károli Gáspár Református Egyetem, Történelemtudományi Doktori Iskola (témavezető, oktató)
- Szegedi Tudományegyetem, Nyelvtudományi Doktori Iskola (témakiíró, oktató)
- ELTE Filozófiatudományi Doktori Iskola (témavezető, oktató)
- SzTE Történelemtudományi Doktori Iskola (témakiíró)